# Mughiphantes sobrioides
Mughiphantes sobrioides är en spindelart som beskrevs av Andrei V. Tanasevitch 2000. Mughiphantes sobrioides ingår i släktet Mughiphantes och familjen täckvävarspindlar. Inga underarter finns listade i Catalogue of Life.